# Paul Willard Merrill
Paul Willard Merrill (15 agosto 1887 – 19 luglio 1961) è stato un astronomo statunitense, specializzato nella spettroscopia.
Con tale tecnologia ha studiato le stelle inusuali, in particolare le stelle variabili, dedicandosi anche alla ricerca del mezzo interstellare.
Nel 1952, nello spettro di emissione di alcune stelle giganti rosse identificò la presenza dell'elemento tecnezio.

## Onorificenze
- Henry Draper Medal della National Academy of Science (1945)
- Bruce Medal della Astronomical Society of the Pacific (1946)
- Henry Norris Russell Lectureship della American Astronomical Society (1955)